# Thượng Cốc, Phúc Thọ
Thượng Cốc là một xã thuộc huyện Phúc Thọ, thành phố Hà Nội, Việt Nam.
Xã có diện tích 3,27 km², dân số năm 1999 là 4.488 người, mật độ dân số đạt 1.372 người/km².